# Andreï Kourkov
Andreï Iourievitch Kourkov (en russe : Андрей Юрьевич Курков ; en ukrainien : Андрій Юрійович Курков) est un écrivain ukrainien de langue maternelle russe né le 23 avril 1961 à Boudogochtch, oblast de Léningrad, RSFSR, URSS.

## Biographie
Andreï Kourkov vit depuis son enfance à Kiev, ; il y a terminé ses études à l'Institut d'État de pédagogie des langues étrangères en 1983.
Il affirme savoir parler sept langues étrangères,,.
Il a exercé différents métiers comme rédacteur, gardien de prison (à Odessa où il rédige ses premiers récits) et caméraman.
Il préside le PEN Ukraine de 2018 à 2022. Depuis 1988, Kourkov est membre du PEN club de Londres.
Il a rédigé une trentaine de scénarios de films et de documentaires,.

## Thèmes
Ses romans se caractérisent par un regard acéré et ironique sur la vie dans les sociétés postsoviétiques. On y trouve quantité de situations absconses de la vie quotidienne russe ou ukrainienne qui, déformées à l'extrême, deviennent surréalistes. Cependant, Kourkov pose un regard toujours grave et tendre sur ses personnages.
Il utilise souvent le registre de la fable animalière qui lui permet de dépeindre avec humour la vie politique et sociale des années postsoviétiques.
Ses romans ont été traduits dans plus de 37 langues, notamment en anglais, français, allemand, italien, néerlandais, espagnol, japonais et portugais.

## Distinctions

### Décoration
- Chevalier de la Légion d'honneur (2014)[9]

### Prix
- Prix Médicis étranger (2022) pour Les Abeilles grises
- Prix frère et sœur Scholl pour Journal d'une invasion (2022)[10]

## Œuvres traduites en français
- Le Pingouin (Смерть постороннего, 1996, plus connu sous le titre actuel Пикник на льду), traduit par Nathalie Amargier, éditions Liana Levi, 2000  (ISBN 978-2-867-46397-6)

- Le Caméléon (Добрый ангел смерти, 1997), traduit par Christine Zeytounian-Beloüs, éditions Liana Levi, 2001  (ISBN 978-2-867-46262-7)

- L'Ami du défunt (Милый друг, товарищ покойника, 2001), traduit par Christine Zeytounian-Beloüs, éditions Liana Levi, 2002  (ISBN 978-2-867-46292-4)

- Les pingouins n'ont jamais froid (Закон улитки, 2002), traduit par Nathalie Amargier, éditions Liana Levi, 2004  (ISBN 978-2-867-46357-0)

- Le Dernier Amour du président (Последняя любовь президента, 2004), traduit par Annie Epelboin, éditions Liana Levi, 2005  (ISBN 978-2-867-46384-6) ; réédition en 2015  (ISBN 978-2-86746-746-2)

- Laitier de nuit (Ночной молочник, 2007), traduit par Paul Lequesne, Éditions Liana Levi, 2010  (ISBN 978-2-867-46529-1)[11]
- Surprises de Noël, recueil de nouvelles traduit par Paul Lequesne, éditions Liana Levi, 2010  (ISBN 978-2-867-46557-4)
- Le Jardinier d'Otchakov (Садовник из Очакова, 2010), traduit par Paul Lequesne, éditions Liana Levi, 2012  (ISBN 978-2-867-46584-0)
- Truite à la slave (Форель à la нежность, 2011), traduit par Annie Epelboin, éditions Liana Levi, 2013  (ISBN 978-2-867-46671-7)
- Pourquoi personne ne caresse Petit Hérisson, (Чому ïжачка нiхто не гладить, 2012), traduit par  Émilie Maj, illustrations par Tania Goryushina, Borealia, 2019  (ISBN 979-10-93466-45-3)
- Journal de Maïdan (Дневник Майдана, 2014), traduit par Paul Lequesne, éditions Liana Levi, 2014  (ISBN 978-2-867-46733-2)
- Le Concert posthume de Jimi Hendrix (Львовская гастроль Джими Хендрикса, 2012), traduit par Paul Lequesne, éditions Liana Levi, 2015  (ISBN 978-2-867-46772-1)
- Face Nord (photographies de Charles Delcourt), éditions Light Motiv, 2014  (ISBN 978-2-953-79087-0)
- Vilnius, Paris, Londres, (Шенгенская история, 2016), traduit par Paul Lequesne, éditions Liana Levi, 2018  (ISBN 979-10-34900-55-8)
- Les Abeilles grises (Серые пчелы, 2018), traduit par Paul Lequesne, éditions Liana Levi, 2022  (ISBN 979-10-34905-10-2)
- L'Oreille de Kiev (Samson i Nadejda, 2020), traduit par Paul Lequesne, éditions Liana Levi, 2022  (ISBN 979-103-490684-0)
- Journal d'une invasion, traduit de l'anglais (Royaume-Uni) par Johann Bihr, éditions Noir sur Blanc, 2023  (ISBN 978-2-882-50836-2)
- Notre guerre quotidienne, éd. Noir sur blanc, 2025